# بخش شتولن
بخش شتولن (به فرانسوی: Arrondissement de Châteaulin) یک بخش در فرانسه است که در فینیستر واقع شده‌است.